# Valezka
Valezka (* 31. Oktober 1981 in Frankfurt am Main als Valeska Klett) ist eine deutsche R&B-Sängerin.

## Leben
Valezka wurde als erstes von vier Kindern als Tochter einer deutschen Mutter und eines US-amerikanischen Vaters geboren. Sie besuchte in Frankfurt eine Realschule und beendete diese mit der mittleren Reife.
1999 wurde Valezka dem Rapper Kool Savas und seiner Produzentin und damaligen Freundin Melbeatz von dem Sänger J-Luv vorgestellt. Gemeinsam mit Valezka wurde in Berlin an verschiedenen Songs gearbeitet und 2001 erschien die Single-Auskopplung Haus & Boot, auf der Valezka den Refrain singt.
2003 erschien von Kool Savas die Single Der beste Tag meines Lebens aus seinem gleichnamigen Album Der beste Tag meines Lebens sowie Eko Freshs König von Deutschland, an denen Valezka beteiligt war.
Aufgrund interner Differenzen trennten sich Valezka und Eko Fresh noch im selben Jahr von Optik Records. Valezka verließ Berlin sowie das Label Optik Records, um mit Eko nach Köln zu ziehen. Nach Gründung des Labels German Dream veröffentlichte Eko sein erstes Album Ich bin jung und brauche das Geld, das einige Songs mit Valezka enthält.
Im April 2004 erschien mit Eko Fresh die gemeinsame Single L.O.V.E. (Life of Valezka & Eko), die auf Platz 16 der Media Control Charts einstieg. Das gleichnamige Album erschien im März desselben Jahres.
Zwei Monate später erschien die Single Neue Männer braucht das Land, ein Remake des Originals von Ina Deter. Im September 2004 wurde Valezka als Sängerin für das Vorprogramm der US-Sängerin Kelis verpflichtet. Eine erste Würdigung der Musikindustrie für ihr Soloprojekt erfuhr Valezka mit einer Nominierung für die Eins Live Krone.
Ende 2004 trennten sich Valezka und Eko Fresh. Auf ihrer Webpräsenz ist zu lesen, dass sich Eko und sie sowohl privat als auch musikalisch in verschiedene Richtungen entwickelt hätten.
Im August 2005 erschien die Single Nonplusultra, welche letztmals über das Label Sony/BMG veröffentlicht wurde. Parallel dazu entwarf sie gemeinsam mit Reno eine Kollektion namens Young Spirit-inspired by Valezka. Nonplusultra war gleichzeitig der Titelsong des Werbespots für diese Kampagne.
Ende 2005 veröffentlichte Valezka eine Abrechnung mit Eko Fresh mit dem Titel (Kein) Du Und Ich.
Im Juni 2007 erschien ihre sieben Tracks umfassende EP Vorspiel zum kostenfreien Download.
Als Valezka im Jahr 2008 ihre Beziehung mit Manuellsen, mit dem sie auch eine gemeinsame Tochter hat, beendete, veröffentlichte dieser ein 14-minütiges Stück (Ihr bringt mich dazu), in dem er sein Karriereende als Rapper verkündete. Da ihr die Schuld daran gegeben wurde, sah sie sich zu einer Gegendarstellung gezwungen. 2009 erschien auf Hassan Annouris Album International der Track 	Alles vergessen, auf dem sie Feature war.
Im Jahr 2010 war sie als Feature auf dem Album Flugplan 2 von Sebastian Hämer auf dem Song Nur eine Weile vertreten. Zudem veröffentlichte sie zusammen mit Jonesmann den Song Für dich und war auf Manuellsens M. Bilal 2010 beim Track Streetlife Gast. Auch 2011 trat sie als Gastfeature auf, diesmal auf Spacepioneer Vol. 1 von Tommy W. beim Song Die Sonne Lacht.
Sie engagiert sich in der Initiative KIDSemPOWERment, die Initiative Schwarze Menschen in Deutschland (ISD Frankfurt) und veröffentlichte einen Artikel zu Rassismus in Schulbüchern.

## Diskografie

### Kollaboalben
| Jahr | Titel                            | Höchstplatzierung, Gesamtwochen, AuszeichnungChartsChartplatzierungen (Jahr, Titel, Platzierungen, Wochen, Auszeichnungen, Anmerkungen) | Anmerkungen                                      |
| Jahr | Titel                            | DE | Anmerkungen                                      |
| ---- | -------------------------------- | --- | ------------------------------------------------ |
| 2004 | L.O.V.E. (Life of Valezka & Eko) | DE54 (2 Wo.)DE | Erstveröffentlichung: 10. Mai 2004 mit Eko Fresh |

### EPs
- 2007: Vorspiel

### Singles
| Jahr | Titel Album                                                   | Höchstplatzierung, Gesamtwochen, AuszeichnungChartplatzierungen (Jahr, Titel, Album, Platzierungen, Wochen, Auszeichnungen, Anmerkungen) | Höchstplatzierung, Gesamtwochen, AuszeichnungChartplatzierungen (Jahr, Titel, Album, Platzierungen, Wochen, Auszeichnungen, Anmerkungen) | Anmerkungen                                                                 |
| Jahr | Titel Album                                                   | DE | CH | Anmerkungen                                                                 |
| ---- | ------------------------------------------------------------- | --- | --- | --------------------------------------------------------------------------- |
| 2001 | Haus & Boot Optik Mixtape Volume 1                            | DE53 (9 Wo.)DE | — | Erstveröffentlichung: 23. Juni 2001 Kool Savas feat. Valezka                |
| 2003 | Der beste Tag meines Lebens                                   | DE45 (6 Wo.)DE | — | Erstveröffentlichung: 14. April 2003 Kool Savas feat. Valezka und Eko Fresh |
| 2003 | König von Deutschland                                         | DE15 (9 Wo.)DE | CH90 (1 Wo.)CH | Erstveröffentlichung: 6. Juli 2003 Eko Fresh feat. Valezka                  |
| 2004 | Ich will dich Ich bin jung und brauche das Geld               | DE57 (6 Wo.)DE | — | Erstveröffentlichung: 26. Januar 2004 Eko Fresh feat. Joe Budden & Valezka  |
| 2004 | L.O.V.E. L.O.V.E. (Life of Valezka & Eko)                     | DE16 (9 Wo.)DE | — | Erstveröffentlichung: 5. April 2004 mit Eko Fresh                           |
| 2004 | Da Unbeatables Classic Material                               | DE14 (12 Wo.)DE | — | Erstveröffentlichung: 2004 Raptile feat. Valezka                            |
| 2004 | Neue Männer braucht das Land L.O.V.E. (Life of Valezka & Eko) | DE36 (9 Wo.)DE | — | Erstveröffentlichung: 2004                                                  |
| 2005 | Non+Ultra –                                                   | — | — | Erstveröffentlichung: 5. September 2005                                     |